# José Luis Salcedo Nieto
José Luis Salcedo Nieto, detto Pepín (Aranjuez, 15 settembre 1959), è un ex calciatore spagnolo, di ruolo difensore.

## Carriera
Inizia la carriera nell'Aranjuez, club della sua città natale, militante nella Tercera División spagnola.
Nel 1983 passa al Rayo Vallecano, andando così a giocare la Segunda División, nella vicina capitale Madrid. Nel 1984 il Rayo retrocede in Segunda B, ma riottiene prontamente in categoria dopo una sola stagione, nel 1985.
Dopo altre due stagioni in Segunda División, nel 1987 Pepín passa all'Osasuna. Pepín quindi a 28 anni debutta nella Liga spagnola e inizia una lunga permanenza nel club, sotto la guida di Pedro María Zabalza.
L'avventura con il club della Navarra dura sette stagioni, tutte in massima serie. Nel 1994 l'Osasuna retrocede in Segunda División. Pepín, dunque, dopo 275 presenze, lascia Pamplona per ritornare all'Aranjuez, in Tercera División, dove chiude la carriera nel 1995.

## Palmarès

### Club

#### Competizioni nazionali
- Segunda División B spagnola: 1

Rayo Vallecano: 1984-1985